# Thomas Henry Manning
Thomas Henry Manning (Dalling, Northamptonshire, Groot-Brittannië, 22 december 1911 - Smith Falls, Ontario, Canada, 8 november 1998) was een Brits-Canadees poolreiziger, die zijn ontdekkingstochten meestal alleen met hondenslee en kano uitvoerde. Hij maakte zich vooral verdienstelijk als cartograaf van de tot dan onverkende gebieden in het noorden van Canada.
Manning werd als boerenzoon in het Britse Northamptonshire geboren en studeerde dierkunde aan de Universiteit van Cambridge. Reeds als twintigjarige reisde hij alleen, te voet, door IJsland, de Faeröereilanden, Noorwegen, Finland en Noord-Rusland. In 1933 verkende hij, in opdracht van de Royal Geographical Society, het Southamptoneiland in de Hudsonbaai. Daarna volgden meerdere expedities in het Canadees noordpoolgebied voor zowel geografisch als dierkundig onderzoek.
In 1938 trouwde hij met verpleegster Ella Wallace Jackson, bijgenaamd „Jackie“. Onmiddellijk na het huwelijk op Cape Dorset, Baffin Island, vertrokken ze samen op een anderhalf jaar durende expeditie voor het in kaart brengen van het Baffineiland. Na een expeditie van een jaar met hondenslee en kano rond het Foxe Basin, nam hij dienst bij de Royal Canadian Navy, waar hij kort als decodeerder werkte. In 1942 werd hij overgedragen aan het US Army Corps of Engineers, omdat deze militaire vliegvelden in het poolgebied plande. Na de Tweede Wereldoorlog werkte Manning voor de Geodetic Survey of Canada, en bracht nog onbekende gebieden aan de James Bay en de Hudsonbaai in kaart. Tot eind jaren 50 leidde hij nog meerdere expedities in het poolgebied. In de jaren 60 engageerde hij zich voor de bescherming van de ijsberen in de Canadian Wildlife Service.
Manning was directeur van het Arctic Institute of North America en bekwam een eredoctoraat van de McMaster University in Hamilton (Ontario). 
„Jackie“ Manning verwerkte de avonturen van haar man in twee autobiografische boeken: Igloo for the Night (Hodder and Stoughton Ltd, London, 1943) en A Summer on Hudson Bay (Hodder and Stoughton Ltd, London, 1949).

## Onderscheiding
- Officier in de Orde van Canada op 26 juni 1974[1]

- Bibsys: 1051805
- Gemeinsame Normdatei: 1053143036
- International Standard Name Identifier: 0000 0000 7411 6664
- Library of Congress Control Number: n82006000
- Réseau des bibliothèques de Suisse occidentale: 02-A003557580
- SNAC: w6z91nfp
- Système universitaire de documentation: 134101138
- Virtual International Authority File: 77649628
- WorldCat: E39PBJvxmPX9DWXyTVFyMbvj4q